# Distrikt Cochabamba (Huacaybamba)
Der Distrikt Cochabamba liegt in der Provinz Huacaybamba in der Region Huánuco in Westzentral-Peru. Der Distrikt wurde am 7. November 1985 gegründet. Er besitzt eine Fläche von 681 km². Beim Zensus 2017 wurden 1666 Einwohner gezählt. Im Jahr 1993 lag die Einwohnerzahl bei 1885, im Jahr 2007 bei 2750. Sitz der Distriktverwaltung ist die 3275 m hoch gelegene Ortschaft Cochabamba mit 497 Einwohnern (Stand 2017). Cochabamba befindet sich 14 km ostsüdöstlich der Provinzhauptstadt Huacaybamba.

## Geographische Lage
Der Distrikt Cochabamba befindet sich im Südosten der Provinz Huacaybamba. Er liegt am Nordostufer des Río Marañón und erstreckt sich über die peruanische Zentralkordillere. Der zentrale und der südöstliche Teil des Distrikts werden über den Río Tasco Chico (auch Río Pasamuña) nach Osten zum Río Monzón entwässert. Der Nordosten wird über die Flüsse Río Magdalena und Río Huamuco (auch Río Yanajanca) direkt zum Río Huallaga entwässert.
Der Distrikt Cochabamba grenzt im Südwesten an die Distrikte Huacchis und Paucas (beide in der Provinz Huari), im Nordwesten an den Distrikt Huacaybamba, im zentralen Norden an die Distrikte Santa Rosa de Alto Yanajanca und La Morada (beide in der Provinz Marañón), im Nordosten an den Distrikt José Crespo y Castillo (Provinz Leoncio Prado) sowie im Süden an die Distrikte Monzón, Jircan und Arancay (alle drei in der Provinz Huamalíes).

## Ortschaften
Im Distrikt gibt es neben dem Hauptort folgende größere Ortschaften:
- Shiracayoc